# ادسون سیدو
ادسون سیدو (انگلیسی: Edson Seidou؛ زادهٔ ۶ اکتبر ۱۹۹۱) بازیکن فوتبال اهل فرانسه است.